# 白須賢
白須 賢（しらす けん）は、日本の生物学者（分子生物学、遺伝学）。学位はPhD(Genetics)(University of California, Davis, 1993年）。国立研究開発法人理化学研究所・グループディレクター。

## 略歴
父は白須泰彦、母は白須英子。
1988年 -  東京大学農学部農芸化学科　卒業
1993年 - 米国カリフォルニア大学デービス校 遺伝学　Ph.D.

## 受賞歴
- 2011年 木原記念財団 木原記念財団学術賞植物免疫の分子機構

## 研究歴
1987年　東京大学農学部農芸化学科醗酵学研究室において大腸菌間相互作用の研究をおこなう（指導教官　別府輝彦）。1988年に渡米、米国カリフォルニア大学デービス校で遺伝学博士課程に進学。植物病理学部で植物微生物相互作用の研究をおこなう。1993年より米国ソーク研究所・ノーブル研究所にて博士研究員、1996年より英国セインズベリー研究所にて研究員、2000年同グループリーダー。2005年より理化学研究所グループディレクター。2008年より東京大学大学院理学研究科生物科学専攻 　客員教授（兼任教員）。2020年より環境資源科学研究センター・副センター長
（指導教官　Clarence I. Kado）。1993年に"Molecular characterization of VirB operons"で遺伝学PhDを授与。

## 関連人物
- 吉本光希